# Sulín
Sulín é um município da Eslováquia, situado no distrito de Stará Ľubovňa, na região de Prešov. Tem 20,1 km² de área e sua população em 2018 foi estimada em 326 habitantes.

## Demografia
| Ano:        | 1994 | 2004 | 2014    | 2024    |
| ----------- | ---- | ---- | ------- | ------- |
| Broj ljudi: | 450  | 414  | 345     | 292     |
| Razlika:    |      | -8%  | -16,66% | -15,36% |

| Ano:               | 2023 | 2024   |
| ------------------ | ---- | ------ |
| Número de pessoas: | 301  | 292    |
| Diferença:         |      | -2,99% |